# سی و شش چشم‌انداز کوه فوجی

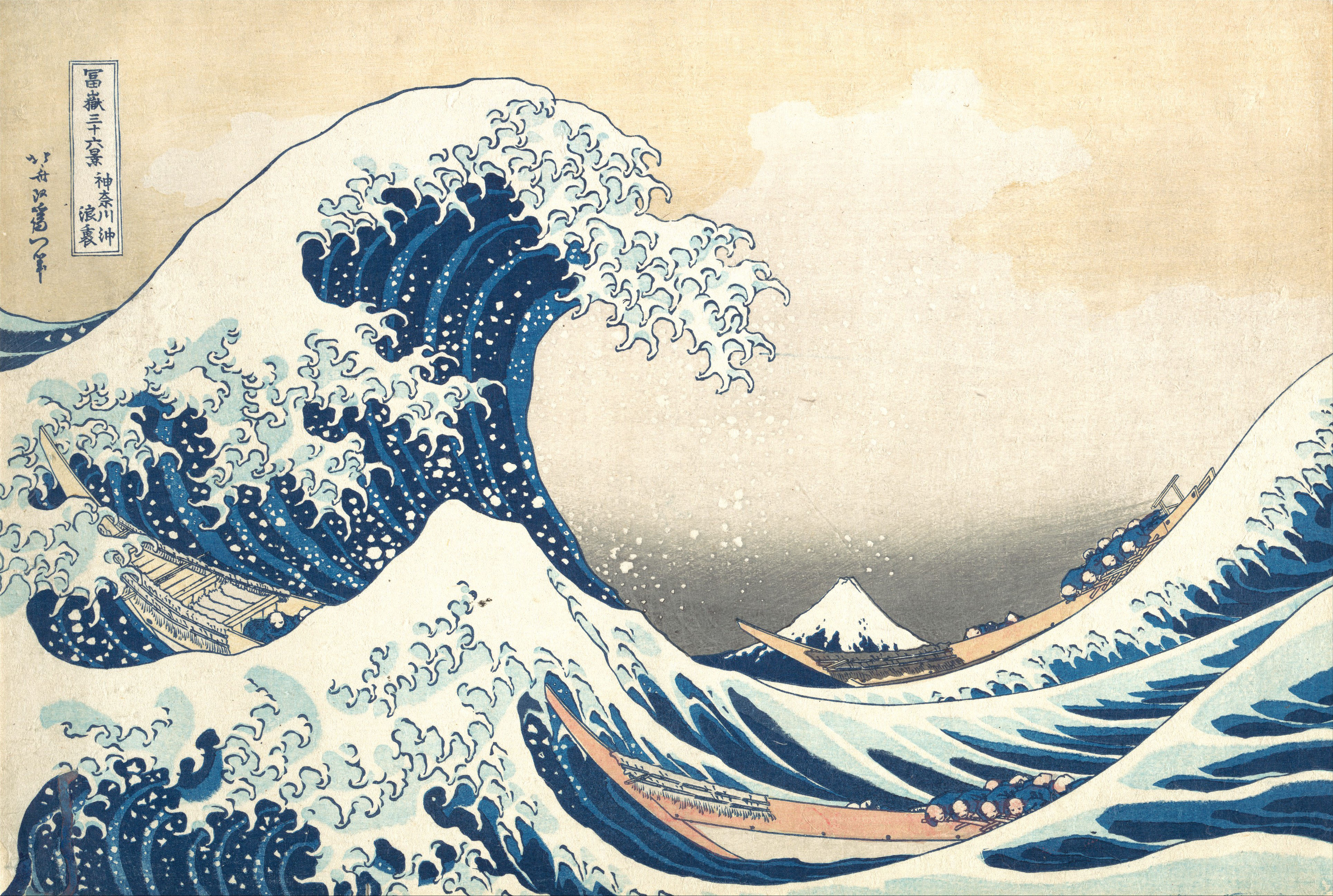
تصویری از نسخهٔ اولیهٔ موج بزرگ کاناگاوا یا با ترجمهٔ دقیق‌تر آن‌سوی موج در ساحل کاناگاوا از مجموعهٔ سی و شش چشم‌انداز کوه فوجی اثر هوکوسای.

سی و شش چشم‌انداز کوه فوجی (به ژاپنی: 富嶽三十六景، تلفظ: Fugaku Sanjūrokkei فوگاکو سانجورُکِی) مجموعه‌ای است بزرگ و رنگی از چاپ‌های چوبی اوکی‌یوئه از هنرمند ژاپنی کاتسوشیکا هوکوسای (۱۷۶۰-۱۸۴۹). این مجموعه کوه فوجی را در شرایط آب و هوایی و فصل‌های مختلف و از مکان‌ها و فاصله‌های گوناگون به تصویر می‌کشد. این اوکی‌یوئه‌ها در واقع شامل ۴۶ باسمهٔ چوبی است که بین سال‌های ۱۸۲۳ تا ۱۸۳۵ خلق و منتشر شده‌اند. پس از محبوبیت ۳۶ نسخهٔ اولیه، ۱۰ اثر دیگر نیز به مجموعهٔ اصلی افزوده شد.

## تاریخچه
هر چند که سی و شش چشم‌انداز کوه فوجی اثر هوکوسای معروف‌ترین مجموعهٔ اوکی‌یوئه‌است که به کوه فوجی می‌پردازد، اما کوه فوجی به دلیل اهمیت مذهبی و فرهنگی‌اش سوژهٔ مورد علاقهٔ هنر ژاپن است. مجموعه‌های دیگری از اوکی‌یوئه هم به کوه فوجی پرداخته‌اند که از میان آن‌ها می‌توان به اثری با نام مشابه سی و شش چشم‌انداز کوه فوجی از هیروشیگه و صد چشم‌انداز از کوه فوجی که خالق آن خود هوکوسای بود اشاره کرد. مشهورترین تصویر این مجموعه با عنوان موج بزرگ کاناگاوا شناخته شده‌است. با این حال عنوان آن‌سوی موج در ساحل کاناگاوا برای نام ژاپنی آن (神奈川沖浪裏, Kanagawa-oki nami-ura) ترجمهٔ دقیق‌تری است. 神奈川沖 به معنای ساحل کاناگاوا است و 浪裏 به معنای آن‌سوی موج.

## روش ساخت اوکی‌یوئه‌ها
هر تصویر اوکی‌یوئه ابتدا به روی کاغذ طراحی می‌شود و بعد این کاغذ توسط صنعت‌کار دیگری در کارگاه تولید اوکی‌یوئه به روی چوب کنده‌کاری می‌شود. برای هر رنگ یک قالب چوبی مجزا تهیه می‌شود. برای چاپ طرح‌های هوکوسای با پیچیدگی و غنای رنگ‌های آن، باید قالب‌های چوبی متعددی ساخته می‌شد.

## تصویرها

### سی و شش اثر آغازین
تصویرهای زیر کپی‌های چاپی مدرنی هستند که با همان روش قدیمی ساخت اوکی‌یوئه تهیه شده‌اند.
| №  | پرونده | عنوان فارسی                                                 | عنوان ژاپنی                                                     |
| -- | ------ | ----------------------------------------------------------- | --------------------------------------------------------------- |
| ۱  |        | موج بزرگ کاناگاوا                                           | 神奈川沖浪裏 Kanagawa oki nami-ura                              |
| ۲  |        | فوجی سرخ                                                    | 凱風快晴 Gaifū kaisei                                           |
| ۳  |        | بارش ناگهانی در کوهپایه                                     | 山下白雨 Sanka hakū                                             |
| ۴  |        | زیر پل مان‌نن در فوکاگاوا                                    | 深川万年橋下 Fukagawa Mannen-bashi shita                        |
| ۵  |        | سوندای در ادو                                               | 東都駿台 Tōto sundai                                            |
| ۶  |        | دایرهٔ کاج‌ها در آئویاما                                      | 青山円座松 Aoyama enza-no-matsu                                 |
| ۷  |        | سنجو در موساشی                                              | 武州千住 Bushū Senju                                            |
| ۸  |        | تیغهٔ اینومه در کوئو                                         | 甲州犬目峠 Kōshū inume-tōge                                     |
| ۹  |        | فوجی‌می‌گاهارا در اوواری                                      | 尾州不二見原 Bishū Fujimigahara                                 |
| ۱۰ |        | اریجی در سوروگا                                             | 駿州江尻 Sunshū Ejiri                                           |
| ۱۱ |        | طرحی از مغازهٔ میتسویی در سوروگا، ادو                        | 江都駿河町三井見世略図 Kōto Suruga-cho Mitsui Miseryakuzu       |
| ۱۲ |        | غروب از کرانهٔ رود سومیدا، پل ریوگوکو در اونمایاگاشی         | 御厩川岸より両国橋夕陽見 Ommayagashi yori ryōgoku-bashi yūhi mi |
| ۱۳ |        | عمارت سازانو، نیایشگاه پانصد راهب رستگار (گوهیاکوراکان‌جی)   | 五百らかん寺さざゐどう Gohyaku-rakanji Sazaidō                  |
| ۱۴ |        | چایخانه کویشی‌کاوا، صبح برفی                                 | 礫川雪の旦 Koishikawa yuki no ashita                            |
| ۱۵ |        | مگورو سفلی                                                  | 下目黒 Shimo-Meguro                                             |
| ۱۶ |        | آسیاب آبی در اوندن                                          | 隠田の水車 Onden no suisha                                      |
| ۱۷ |        | انوشیما در ساگامی                                           | 相州江の島 Soshū Enoshima                                       |
| ۱۸ |        | اریجی در خلیج تاگو در توکایدو                               | 東海道江尻田子の浦略図 Tōkaidō Ejiri tago-no-ura                |
| ۱۹ |        | یوشیدا در توکایدو                                           | 東海道吉田 Tōkaidō Yoshida                                      |
| ۲۰ |        | راه آبی کازوسا                                              | 上総の海路 Kazusa no kairo                                      |
| ۲۱ |        | پل نیهون‌باشی در ادو                                         | 江戸日本橋 Edo Nihon-bashi                                      |
| ۲۲ |        | دهکدهٔ سکی‌یا کنار رود سومیدا                                 | 隅田川関屋の里 Sumidagawa Sekiya no sato                        |
| ۲۳ |        | خلیج نوبوتو                                                 | 登戸浦 Noboto-ura                                               |
| ۲۴ |        | دریاچه هاکونه در سگامی                                      | 相州箱根湖水 Sōshū Hakone kosui                                 |
| ۲۵ |        | بازتاب کوه فوجی در دریاچهٔ کاواگوچی از گذرگاه میساکا در کوئو | 甲州三坂水面 Kōshū Misaka suimen                                |
| ۲۶ |        | هودوگایا در توکایدو                                         | 東海道保ケ谷 Tōkaidō Hodogaya                                   |
| ۲۷ |        | رود تاما در موساشی                                          | 武州玉川 Bushū Tamagawa                                         |
| ۲۸ |        | نیایشگاه هونگان‌جی در آساکوسا در پایتخت شرقی                 | 東都浅草本願寺 Tōto Asakusa honganji                            |
| ۲۹ |        | جزیره تسوکودا در موساشی                                     | 武陽佃島 Buyō Tsukuda-jima                                      |
| ۳۰ |        | ساحل شیچیری در ساگامی                                       | 相州七里浜 Soshū Shichiri-ga-hama                               |
| ۳۱ |        | اومه‌زاوا در ساگامی                                          | 相州梅沢庄 Soshū umezawanoshō                                   |
| ۳۲ |        | کاجی‌کازاوا در کوئو                                          | 甲州石班沢 Kōshū Kajikazawa                                     |
| ۳۳ |        | گذرگاه میشیما در کوئو                                       | 甲州三嶌越 Kōshū Mishima-goe                                    |
| ۳۴ |        | کوه فوجی از میان کوه‌های توتومی                              | 遠江山中 Tōtōmi sanchū                                          |
| ۳۵ |        | دریاچهٔ سووا در شینانو                                       | 信州諏訪湖 Shinshū Suwa-ko                                      |
| ۳۶ |        | اوشیبوری در هیتاچی                                          | 常州牛掘 Jōshū Ushibori                                         |

### ده اثر بعدی
| №  | پرونده | عنوان فارسی                         | عنوان ژاپنی                                                 |
| -- | ------ | ----------------------------------- | ----------------------------------------------------------- |
| ۱  |        | فوجی از تپه‌های گوتن‌یاما در شیناگاوا | 東海道品川御殿山の不二 Tōkaidō Shinagawa Goten'yama no Fuji |
| ۲  |        | هونجو در تاته‌کاوا                   | 本所立川 Honjo Tatekawa                                     |
| ۳  |        | منظر فوجی از عشرت‌کدهٔ سنجو           | 従千住花街眺望の不二 Senju Hana-machi Yori Chōbō no Fuji    |
| ۴  |        | ناکاهارا در ساگامی                  | 相州仲原 Sōshū Nakahara                                     |
| ۵  |        | اونو شیندن در سوروگا                | 駿州大野新田 Sunshū Ōno-shinden                             |
| ۶  |        | صعود از فوجی                        | 諸人登山 Shojin tozan                                       |
| ۷  |        | کوه فوجی از کشتزار چای کاتاکورا     | 駿州片倉茶園の不二 Sunshū Katakura chaen no Fuji            |
| ۸  |        | کوه فوجی از کانایا در توکایدو       | 東海道金谷の不二 Tōkaidō Kanaya no Fuji                     |
| ۹  |        | سپیده‌دم در ایساوای کوئو             | 甲州伊沢暁 Kōshū Isawa no Akatsuki                          |
| ۱۰ |        | آنسوی فوجی از رود مینوبو            | 身延川裏不二 Minobu-gawa ura Fuji                           |